# 95 luận đề

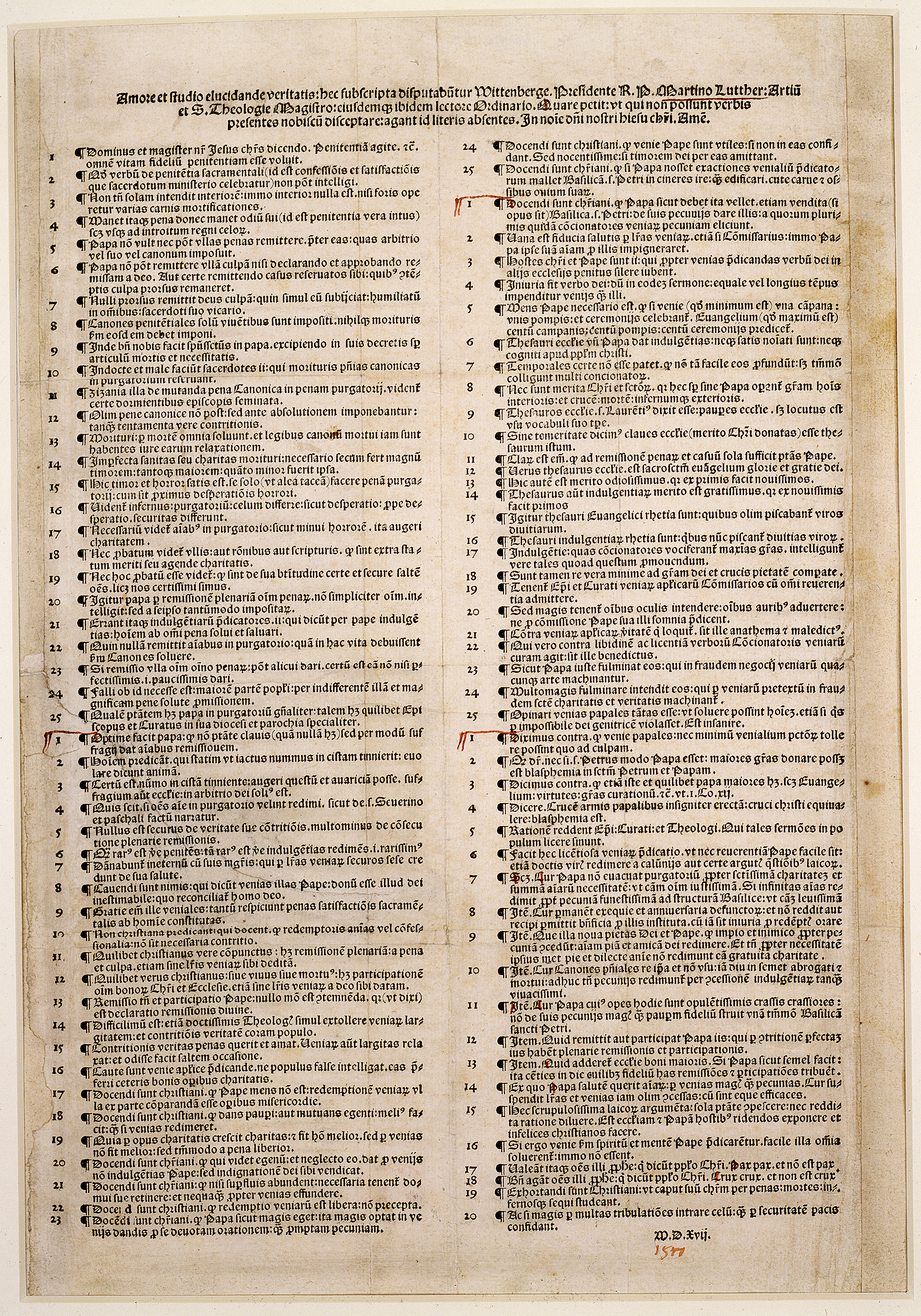
Bản in 1517 Nürnberg của 95 luận đề như là một áp phích, bây giờ được lưu giữ tại Thư viện bang Berlin

95 luận đề của Martin Luther hay Tranh luận về quyền năng và hiệu lực của phép Ân Xá - trong bản gốc tiếng Latin "Disputatio pro declaratione virtutis indulgentiarum", lúc đó được dịch ra tiếng Đức "Propositiones wider das Ablas" - là một danh sách của các luận đề cho một cuộc tranh cãi hàn lâm viết bởi Martin Luther 1517. Nó đề bạt quan điểm của Luther chống lại những gì ông nhận thấy là những hành vi lạm dụng của những người giảng đạo bán ơn toàn xá, mà là giấy chứng nhận sẽ giảm hình phạt tạm thời vì tội phạm của người mua hoặc những người thân yêu của họ đã ăn năn hối lỗi. Luther gửi các luận đề này tới Albert xứ Brandenburg, Tổng giám mục (cũng là Tuyển đế hầu) của Mainz và Magdeburg, vào ngày 31 Tháng 10 năm 1517, một ngày hiện tại được coi là sự khởi đầu của Cải cách Tin Lành. Luther có thể đã cho đăng các luận đề này lên cửa của Nhà thờ Các Thánh ở Wittenberg, có thể là vào giữa tháng 11.